# Маунт-Ері (Іллінойс)
Маунт-Ері (англ. Mount Erie) — селище (англ. village) в США, в окрузі Вейн штату Іллінойс. Населення — 98 осіб (2020).

## Географія
Маунт-Ері розташований за координатами 38°30′52″ пн. ш. 88°13′56″ зх. д. / 38.51444° пн. ш. 88.23222° зх. д. (38.514552, -88.232307).  За даними Бюро перепису населення США в 2010 році селище мало площу 1,02 км², уся площа — суходіл.

## Демографія
Згідно з переписом 2010 року, у селищі мешкало 88 осіб у 43 домогосподарствах у складі 28 родин. Густота населення становила 86 осіб/км².  Було 53 помешкання (52/км²).
Расовий склад населення:
| - 100,0 % — білих |

До двох чи більше рас належало 0,0 %. Частка іспаномовних становила 0,0 % від усіх жителів.
За віковим діапазоном населення розподілялося таким чином: 13,6 % — особи молодші 18 років, 65,9 % — особи у віці 18—64 років, 20,5 % — особи у віці 65 років та старші. Медіана віку мешканця становила 51,0 року. На 100 осіб жіночої статі у селищі припадало 125,6 чоловіків;  на 100 жінок у віці від 18 років та старших — 123,5 чоловіків також старших 18 років.
Середній дохід на одне домашнє господарство  становив 50 205 доларів США (медіана — 39 375), а середній дохід на одну сім'ю — 54 716 доларів (медіана — 53 125). За межею бідності перебувало 10,3 % осіб, у тому числі 5,3 % дітей у віці до 18 років та 0,0 % осіб у віці 65 років та старших.
Цивільне працевлаштоване населення становило 41 осіб. Основні галузі зайнятості: виробництво — 19,5 %, освіта, охорона здоров'я та соціальна допомога — 19,5 %, транспорт — 12,2 %, роздрібна торгівля — 12,2 %.